# ( ) (فیلم)
() فیلمی در ژانر صامت به کارگردانی مورگان فیشر است که در سال ۲۰۰۳ منتشر شد.